# Comuna Radomirești, Olt
Radomirești este o comună în județul Olt, Muntenia, România, formată din satele Călinești, Crăciunei, Poiana și Radomirești (reședința).

## Geografie

### Așezare
Satul Radomirești este satul de centru al comunei cu același nume, ce face parte din Județul Olt. Din comună mai fac parte satele: Crăciunei, Olt, Poiana, Olt și Călinești. El este așezat în Câmpia Română, mai precis în partea de SE a Câmpiei Boianului, pe drumul european E70 (fost DN6) și pe magistrala feroviară București - Videle - Roșiorii de Vede - Radomirești - Caracal - Craiova. În teritoriul județului Olt, satul ocupă o poziție sud-estică, la o distanță de 50 km de Slatina, 12 km de Drăgănești-Olt, 27 km de Caracal și 27 km de Roșiorii de Vede, Județul Teleorman. Prin poziția sa geografică, satul Radomirești și satele din sudul comunei fac legătura între Câmpia Boianului și Câmpia Burnazului.

### Relief
Relieful satului este alcătuit în mare parte din câmpie, brăzdată de la N la S de valea Călmățuiului, râu ce odinioară avea izvoare, dar azi este sec și are apă numai când sunt precipitații abundente. Pe alocuri apar crovuri. Valea Călmățuiului, la ieșirea din satul Crăciunei, Olt și intrarea pe teritoriul satului Radomirești prezintă malul apusean mult mai înalt decât cel răsăritean care se pierde într-o coastă dulce. Malul abrupt este cunoscut sub denumirea de Coasta Călmățuiului. La intrarea propriu zisă în sat, valea prezintă maluri monotone cu înclinație dulce. Pe măsură ce ajunge în dreptul șoselei naționale (drumului european), malul stâng (răsăritean) se ridică formând o adevărată creastă. Se continuă așa până în zona Dudău-Leș, de unde se domolește malul stâng, iar cel drept devine mai abrupt. În zona Fripți malurile se îndulcesc pentru ca apoi, pe raza satului Poiana, din nou să devină mai abrupt, când malul drept, când cel stâng. Trebuie să amintim aici și Valea Sohodolului, vale fără apă, care, ca și Călmățuiul, este sec și are apă numai când sunt precipitații mai abundente. Această vale vine din sudul comunei Stoicănești, Olt și formează hotarul între comunele Dăneasa și Radomirești, apoi își continuă drumul spre Călmățui și spre comuna Crângeni, Teleorman.

### Climă
Fiind un sat de câmpie, cu un relief monoton, se bucură de o climă temperat-continentală, ca de altfel întreaga Câmpie Română, cu valuri de aer uscat din Vest și umed din Est, cu ierni geroase și aspre și veri călduroase și secetoase. Cele mai frecvente vânturi, care se abat asupra satului sunt: Crivățul (sau vântul de iarnă) care bate dinspre Est sau Nord-Est și aduce viscol și zăpadă iarna, ploaie primăvara și secetă vara. Băltărețul, care aduce ploaie. Austrul, bate din direcția Sud-Vest și aduce secetă. Pierderile de apă din sol sunt în mare măsură influențate de regimul vânturilor ce bat în această zonă.

## Demografie
Componența etnică a comunei Radomirești
     Români (90,81%)
     Alte etnii (0%)
     Necunoscută (9,19%)
Componența confesională a comunei Radomirești
     Ortodocși (89,45%)
     Alte religii (0,19%)
     Necunoscută (10,36%)
Conform recensământului efectuat în 2021, populația comunei Radomirești se ridică la 2.568 de locuitori, în scădere față de recensământul anterior din 2011, când fuseseră înregistrați 3.402 locuitori. Majoritatea locuitorilor sunt români (90,81%), iar pentru 9,19% nu se cunoaște apartenența etnică. Din punct de vedere confesional, majoritatea locuitorilor sunt ortodocși (89,45%), iar pentru 10,36% nu se cunoaște apartenența confesională.

## Politică și administrație
Comuna Radomirești este administrată de un primar și un consiliu local compus din 11 consilieri. Primarul, Nicușor Sâia[*], de la Partidul Social Democrat, este în funcție din 2012. Începând cu alegerile locale din 2024, consiliul local are următoarea componență pe partide politice:
|  | Partid                    | Consilieri | Componența Consiliului | Componența Consiliului | Componența Consiliului | Componența Consiliului | Componența Consiliului | Componența Consiliului | Componența Consiliului | Componența Consiliului |
|  | ------------------------- | ---------- | ---------------------- | ---------------------- | ---------------------- | ---------------------- | ---------------------- | ---------------------- | ---------------------- | ---------------------- |
|  | Partidul Social Democrat  | 8          |                        |                        |                        |                        |                        |                        |                        |                        |
|  | Partidul Național Liberal | 3          |                        |                        |                        |                        |                        |                        |                        |                        |

## Atestare documentară
Prima atestare documentară a satului o avem, dacă putem spune așa, din anul 1512-1513, iulie 23, când domnitorul Neagoe Basarab întărește Mânăstirii Cutlumuz de la Muntele Athos satele sale, hotărnicite de boieri. Mult mai sigură, ca dată de atestare documentară a satului Radomirești este anul 1606, mai 12, când la Târgoviște, domnitorul Radu Șerban - 1602-1611 (a doua domnie) - întărește paharnicului Badea stăpânirea asupra satelor: Stoicănești, Olt, Crăciunei, Olt, Radomirești și Călinești - pe Călmățui. Locuitorii acestor sate, moșneni fiind, adică oameni liberi, au venit de s-au vândut de bună voie paharnicului Badea.